# Polocin, Vaslui
Polocin este un sat în comuna Pogonești din județul Vaslui, Moldova, România. Denumirea satului e de origine slavă: fie a fost compusă din cuvintele slave jumătate și moșie de la tată, fie se referă la cuvântul stăpânire, fiind un derivat al cuvântului получать - poluchat (a stăpâni, a avea, a primi).
Există dovezi arheologice care arată că zona era locuită încă din Antichitate. Pe malul drept al râului Tutova, în apropierea satului, a fost descoperită o necropolă aparținând culturii Sântana de Mureș-Cerneahov. De asemenea, la marginea nordică a satului, au fost descoperite resturi ceramice din secolele VIII-IX. Dar cel mai vechi artefact este un vas cu două torți care a fost atribuit culturii dacilor liberi.
Polocin este consemnat în documentele istorice sub diverse nume: Polocinești, Poloceni, Polocin de Sus / Polocin de Jos sau Breana însă primul document care face referire la această așezare este un document de la 26 februarie 1635 în care Iorga șoltuz și cei 12 pârgari din târgul Bârlad se întâlnesc în Bârlad și dau mărturie că Ștefan, fiul lui Maftei din Pogonești, a vândut lui Arion Talger din Elan partea sa de moștenire din satele Pogonești și Polocinești.
 Acest articol despre o localitate din județul Vaslui este deocamdată un ciot. Puteți ajuta Wikipedia prin completarea lui.

1. ↑  Gh. Ghibănescu, Surete și izvoade, vol. I, 1906
2. ↑  Mircea Mamalaucă, Descoperiri din perioada Antichității târzii în Podișul Central Moldovenesc - Necropolele de la Bogdănești-Fălciu, Pogonești și Polocin, 2019
3. ↑  Academia Română, Documenta Romaniae Historica, A. Moldova, vol. XXIII, p. 40